# Melle (Piemont)
Melle ist eine italienische Gemeinde in der Provinz Cuneo (CN), Region Piemont.

## Lage und Einwohner
Melle liegt 38 km nordwestlich von der Provinzhauptstadt Cuneo entfernt im Valle Varaita in den Cottischen Alpen. Das Gemeindegebiet umfasst eine Fläche von fast 28 km² und hat 299 Einwohner (Stand 31. Dezember 2023). 
Nachbargemeinden sind Brossasco, Cartignano, Frassino, Roccabruna, San Damiano Macra und Valmala.

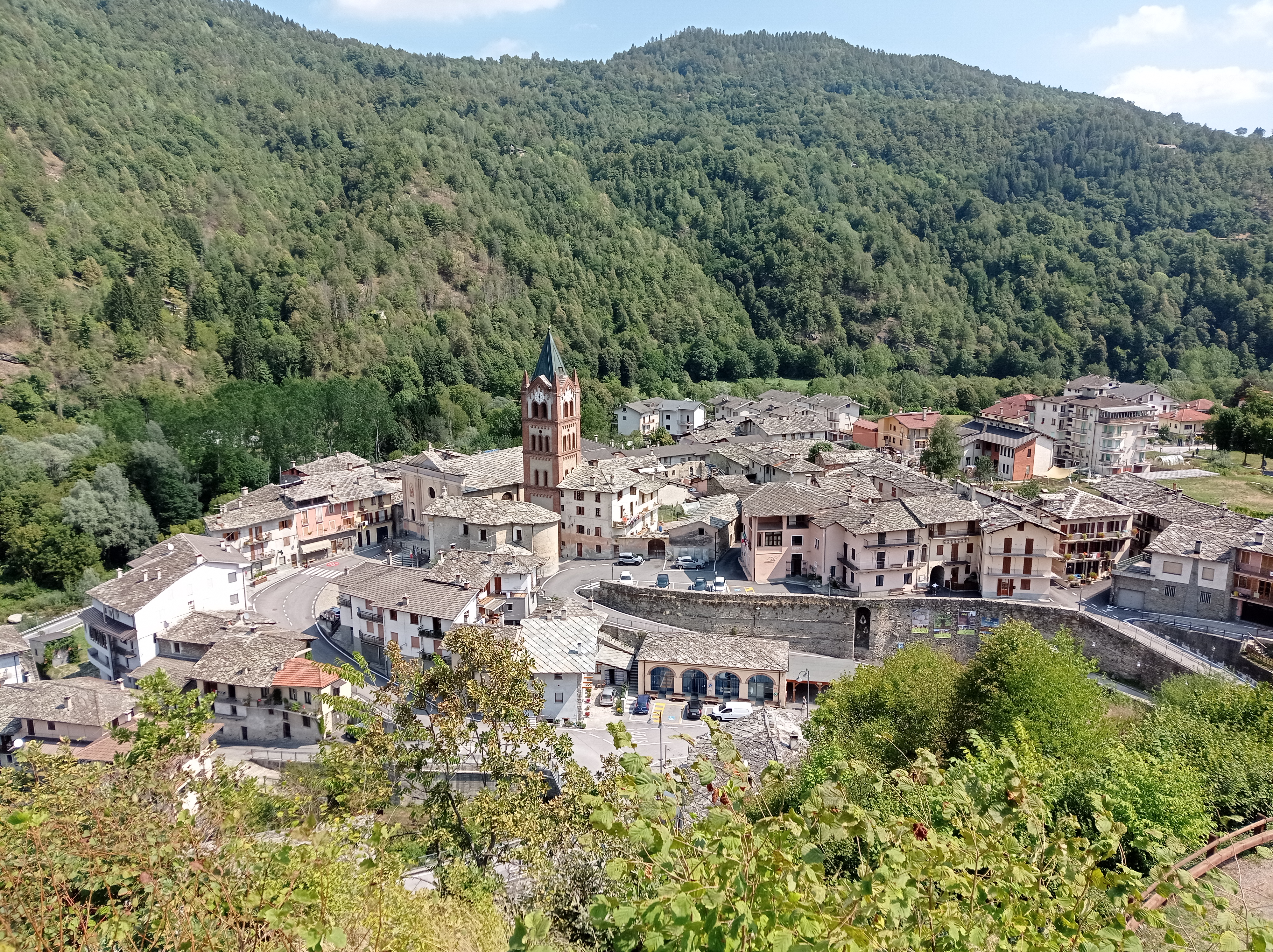
Dorfansicht

## Geschichte

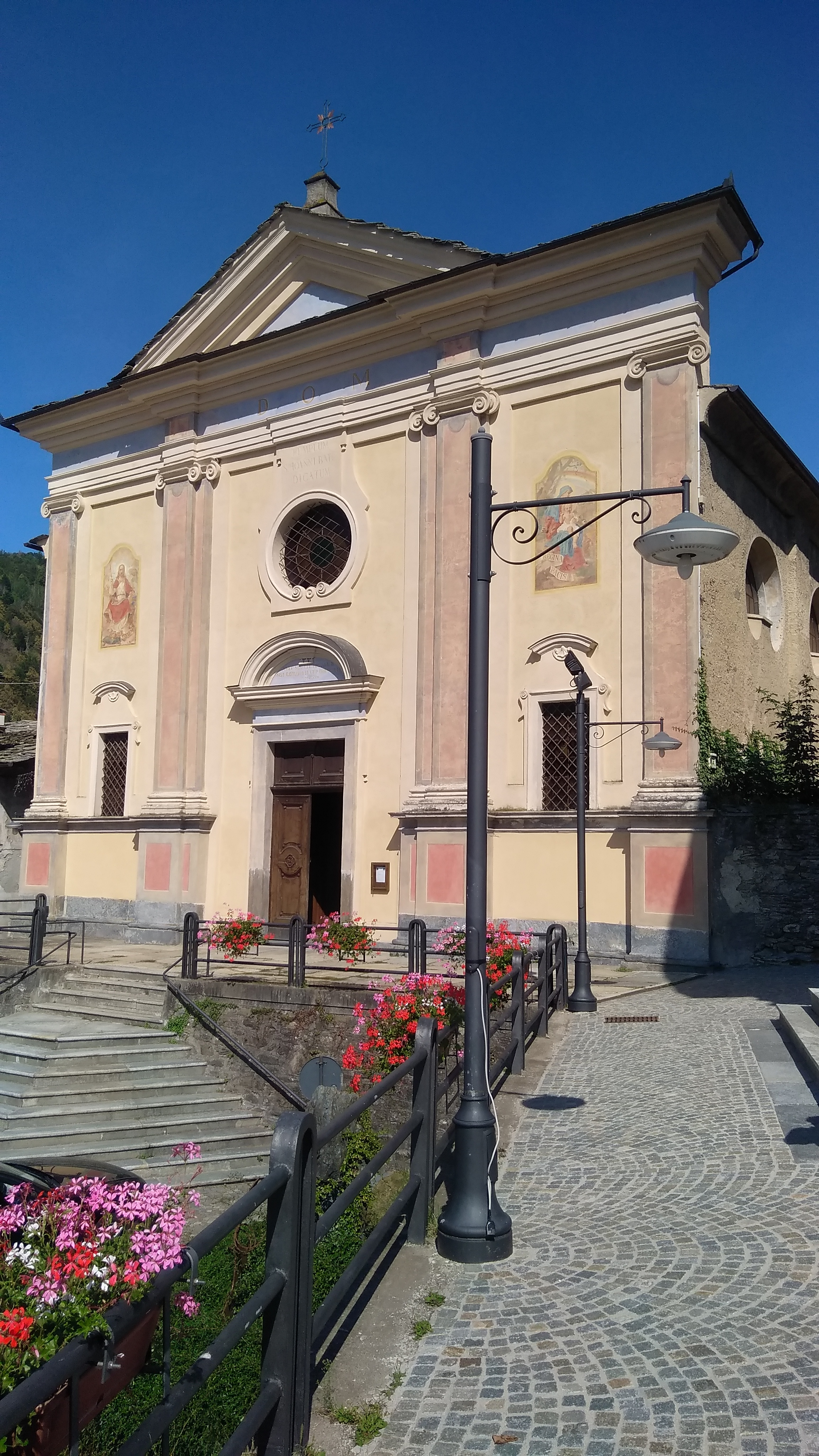
Die Pfarrkirche

Das Vorhandensein der Ruinen zweier Burgen lässt einige Gelehrte vermuten, dass der Ortsname die Fortsetzung des lateinischen Worts GEMELLAE darstellt, das zur Bezeichnung zweier gegenüberliegender VILLAE verwendet wurde. Tatsächlich wurde keine mittelalterliche Bezeugung gefunden, die diese Vermutung untermauern könnte. Es ist daher wahrscheinlich, dass wir darin die Fortsetzung eines keltischen oder vorkeltischen Begriffs „mello“ erkennen können, der als „Hügel, Anhöhe“ verstanden wird. Es gibt nur wenige historische Informationen über die frühen Ereignisse des Dorfes. Die erste sichere Erwähnung der Stadt Melle stammt aus dem Jahr 1062, aber mehrere Hinweise lassen vermuten, dass die Stadt zusammen mit den anderen Hauptdörfern des Varaita-Tals bereits im 10. Jahrhundert existierte. Auch ist es sicher, dass es den Markgrafen von Saluzzo gehörte und in einem ständigen Kampf mit den nahegelegenen Städten Brossasco und Venasca um die wirtschaftliche Vormachtstellung stand. Ab dem 12. Jahrhundert begannen die Einwohner, an den Hängen des darüber liegenden Berges neue landwirtschaftliche Flächen anzulegen, und es begannen sich die ersten Dörfer zu bilden. Melle erhielt 1368 die ausschließliche Marktkonzession für das gesamte Varaita-Tal. Durch den einheitlichen Markt entwickelte sich Melle zum Dienstleistungszentrum für das gesamte Tal, was zahlreiche wirtschaftliche Vorteile mit sich brachte. Dieses blieb bis 1528 bestehen. Danach gab es auch in Venasca und Sampeyre Märkte und der Markt in Melle verlor an Bedeutung, bis er verschwand. Der letzte Schlag war die Pest von 1630, die 60 % der Bevölkerung (900 von 1500 Einwohnern) das Leben kostete und es zusammen mit dem gesamten Tal in eine tiefe Krise geriet, von der es sich erst im folgenden Jahrhundert erholte. 
Die Situation begann sich im 19. Jahrhundert mit der Einführung neuer landwirtschaftlicher Technologien zu verbessern, die eine Steigerung der Produktivität und damit der Bevölkerung ermöglichten. Danach begann Melle wieder an Bedeutung zu gewinnen und eroberte 1905 seinen Markt zurück, der bis in die 1970er Jahre anhielt.
Im 20. Jahrhundert erlebte Melle die für alle Berggebiete typische Entvölkerung mit einem drastischen Bevölkerungsrückgang und einer deutlichen Alterung der Wohnbevölkerung. Aufgrund geographischer Gegebenheiten, die eine nennenswerte bauliche Entwicklung verhindern, blieb die Stadt in den 60er und 70er Jahren vom Tourismus abgeschnitten. Darüber hinaus ist es genau aus diesem Grund eines der am besten erhaltene Dorf im Varaita-Tal.
Seit 2012 hat sich dank einiger Handwerker das Handwerksbierproduktionsgeschäft entwickelt.
Aus historisch-architektonischer Sicht ist die antike Burg interessant, von der nur noch wenige Überreste als Zeugnis ihrer antiken Bedeutung übrig sind. Am Fuße des Dorfes steht Casa Orselli, die Residenz der alten örtlichen Feudalherren. Bemerkenswert ist auch die Pfarrkirche, die von der alten Bruderschaft flankiert wird, die in ein Heiligtum für die im Krieg Gefallenen umgewandelt wurde.